# توماس تساندر (لاعب كرة قدم)
توماس تساندر (بالألمانية: Thomas Zander)‏ هو لاعب كرة قدم ألماني في مركز حراسة المرمى، ولد في 10 أغسطس 1951. لعب مع نادي هرتا برلين.

## وصلات خارجية
- توماس تساندر على موقع قاعدة بيانات كرة القدم.إي يو (الإنجليزية)
- توماس تساندر على موقع بيانات كرة القدم. دي إي (الألمانية)
- توماس تساندر على موقع عالم كرة القدم.نت (الإنجليزية)